# Igralna palica
Igralna palica (joystick "užitkovna-palica") je vzvod, ki ga držimo z roko in računalniku posreduje zahtevano smer in velikost odmika. Podoben je krmilni palici za pilotiranje letal. Igralno palico včasih uporabljamo tudi za nadzor premikanja kazalca na zaslonu, pogosteje pa se uporablja za hitro in direktno krmiljenje oseb in simbolov v računalniških igricah. Za razliko od miške, ki se lahko premika v poljubno smer, se enostavne igralne palice lahko premikajo le v osmih fiksnih smereh.